# Gui Santos
Guilherme "Gui" Carvalho dos Santos (Brasília, 22 de junho de 2002) é um basquetebolista brasileiro que atua como ala ou ala-pivô. Atualmente defende o Golden State Warriors da National Basketball Association (NBA). Ele foi selecionado pelo Golden State Warriors com a 55.ª escolha geral no Draft da NBA de 2022 . Tornando-se o 19º jogador brasileiro a atuar na NBA.

## Carreira profissional
Fez sua estreia profissional com o Minas durante a temporada 2018-19 do NBB . Dois anos depois, ele entrou no time titular. Em abril de 2021, Santos foi nomeado para a Equipe Mundial do Nike Hoop Summit. 

### Santa Cruz Warriors (2022–2024)
Santos foi selecionado pelo Golden State Warriors com a 55ª escolha geral no Draft da NBA de 2022.  Ele se juntou aos Warriors para a NBA Summer League de 2022 e, mais tarde, juntou-se ao afiliado da NBA G League do time, o Santa Cruz Warriors. O Santos foi nomeado para o Next Up Game inaugural da G League para a temporada 2022–23. 

### Golden State Warriors (2023–presente)
No dia 6 de novembro de 2023, duas semanas após o começo da temporada 2023–24, foi anunciado que o Golden State Warriors iria assinar um contrato garantido de 3 anos com o jovem brasileiro para ocupar a 14ª vaga do elenco para a temporada. Com o contrato garantido, Gui se tornaria o único jogador representante do Brasil na maior liga de basquete do mundo naquela temporada.  
Apesar de ter assinado com a equipe principal, o ala ainda iria atuar em algumas partidas pelo Santa Cruz Warriors, na G League antes de estrear na NBA.
No dia 16 de novembro de 2023, Gui fez sua estreia pela maior liga de basquete do mundo. Santos jogou por 4 minutos na derrota da sua equipe, o Golden State Warriors, para o Oklahoma City Thunder por 128 a 109, no Chase Center, em São Francisco na Califórnia. O ala brasileiro fez 2 pontos, apanhou 3 rebotes e deu 1 assistência no seu debute. Com isso, Gui se tornaria o 19º jogador brasileiro a atuar na NBA. 
Em 25 de fevereiro de 2024, Gui Santos lesionou o joelho atuando pelo Santa Cruz Warriors, na G-League. Ele deve ficar um período fora de ação até que se confirme a gravidade do problema de acordo com o Golden State Warriors.
No dia 15 de janeiro de 2025, Gui foi titular pela primeira vez em jogo de NBA. O ala brasileiro começou no quinteto titular do Golden State Warriors na vitória da equipe sobre o Minnesota Timberwolves por 116 a 115, no Target Center, em Mineápolis. Ele ficou em quadra por 21 minutos, marcou cinco pontos, pegou sete rebotes e deu três assistências. 
Em 22 de janeiro de 2025, Santos bateu seu recorde de pontuação jogando na liga estadunidense. Saindo do banco de reservas, com quatro cestas de três e um aproveitamento de 80% nos chutes do perímetro, o ala brasileiro marcou 16 pontos na derrota de sua equipe para o Sacramento Kings por 123 a 117 no Golden 1 Center, em Sacramento e bateu seu recorde pessoal na liga. 
Com o desempenho, Gui superou os 13 pontos que havia feito em duas oportunidades na NBA: uma em abril de 2024, contra o Utah Jazz, e outra há cerca de duas semanas antes do dia 22, contra o Detroit Pistons.
Um dia depois, bateu novamente seu recorde de pontos na liga. Gui anotou 19 pontos e sete rebotes na vitória sobre o Chicago Bulls por 131 a 106. Nesses 19 pontos marcou cinco cestas de três pontos, sendo também o maior número desde que entrou na liga.
Em 29 de junho de 2025, o Warriors exerceu a team-option (opção de equipe) que constava no contrato de Gui. Assim, o ala brasileiro iria jogar mais uma temporada vestindo as cores do time da Califórnia.  Gui receberia US$ 2,2 milhões (cerca de R$ 12,07 milhões) na temporada 2025-26. Desse valor, US$ 225 mil estariam garantidos a partir de 25 de setembro de 2025. O contrato se tornara totalmente garantido em 10 de janeiro de 2026. 

## Carreira da seleção nacional
Ajudou o Brasil a conquistar uma medalha de ouro no Campeonato Sul-Americano Sub-17 da FIBA 2019, no Chile. Ele marcou 27 pontos contra a Argentina na final. Santos fez sua estreia pela seleção principal durante a qualificação da FIBA AmeriCup de 2022 .
A Confederação Brasileira de Basquete (CBB) divulgou em 21 de agosto de 2023, a lista com os 12 atletas convocados para a Copa do Mundo. Dentre os nomes o de Gui.

## Vida pessoal
O pai de Gui, Deivisson, é um ex-jogador profissional de basquete que jogou cinco temporadas no NBB. Sua mãe, Lucineide, também era jogadora de basquete. Seu irmão mais novo, Eduardo Santos, também joga basquete, tendo começado no Minas, como Gui, mas jogou pelo Corinthians e chegou a Seleção Brasileira de base. 
Gui pediu a namorada Júlia Lawrenz em casamento no dia 5 de junho de 2025, o casal já namorava havia quatro anos. Os dois anunciaram a notícia nas redes sociais. Júlia joga vôlei pela Universidade do Hawaii. 

## Estatísticas

### NBA
Temporada Regular
| Ano      | Equipe   | PJ | PT | MPJ  | AP   | 3P   | LL   | RT  | AS  | BR  | TO  | PPJ |
| -------- | -------- | -- | -- | ---- | ---- | ---- | ---- | --- | --- | --- | --- | --- |
| 2023-24  | Warriors | 23 | 0  | 8.3  | .509 | .370 | .941 | 2.1 | 0.6 | 0.2 | 0.1 | 3.6 |
| 2024-25  | Warriors | 56 | 2  | 13.6 | .458 | .330 | .690 | 3.1 | 1.4 | 0.4 | 0.2 | 4.1 |
| Carreira | Carreira | 79 | 2  | 12.1 | .470 | .338 | .763 | 2.8 | 1.2 | 0.4 | 0.2 | 3.9 |

Play-in
| Ano      | Equipe   | PJ | PT | MPJ | AP   | 3P   | LL    | RT  | AS  | BR  | TO  | PPJ |
| -------- | -------- | -- | -- | --- | ---- | ---- | ----- | --- | --- | --- | --- | --- |
| 2024     | Warriors | 1  | 0  | 2.2 | —    | —    | —     | 1.0 | 0.0 | 0.0 | 0.0 | 0.0 |
| 2025     | Warriors | 1  | 0  | 6.0 | .333 | .000 | 1.000 | 3.0 | 0.0 | 0.0 | 0.0 | 3.0 |
| Carreira | Carreira | 2  | 0  | 4.1 | .333 | .000 | 1.000 | 2.0 | 0.0 | 0.0 | 0.0 | 1.5 |

Playoffs
| Ano  | Equipe   | PJ | PT | MPJ | AP   | 3P   | LL   | RT  | AS  | BR  | TO  | PPJ |
| ---- | -------- | -- | -- | --- | ---- | ---- | ---- | --- | --- | --- | --- | --- |
| 2025 | Warriors | 10 | 0  | 7.2 | .529 | .400 | .667 | 1.2 | 0.8 | 0.3 | 0.1 | 2.6 |

### NBA G-League

#### Temporada Regular
| Ano      | Equipe     | PJ | PT | MPJ  | AP   | 3P   | LL   | RT  | AS  | BR  | TO  | PPJ  |
| -------- | ---------- | -- | -- | ---- | ---- | ---- | ---- | --- | --- | --- | --- | ---- |
| 2022–23  | Santa Cruz | 26 | 8  | 26.0 | .500 | .333 | .813 | 6.0 | 2.2 | 0.6 | 0.6 | 12.7 |
| 2023–24  | Santa Cruz | 17 | 17 | 30.1 | .439 | .355 | .725 | 7.5 | 2.8 | 0.6 | 0.5 | 15.2 |
| Carreira | Carreira   | 43 | 25 | 27.6 | .473 | .344 | .764 | 6.6 | 2.5 | 0.6 | 0.5 | 13.7 |

## Prêmios e Homenagens
- Novo Basquete Brasil (NBB)
  - Sexto Homem do Ano: 2021-22

- NBA G League
  - NBA G League All-Star: 2023